# Washington C. Whitthorne
Washington Curran Whitthorne, född 19 april 1825 i Marshall County, Tennessee, död 21 september 1891 i Columbia, Tennessee, var en amerikansk demokratisk politiker. Han representerade delstaten Tennessee i båda kamrarna av USA:s kongress.

## Biografi
Whitthorne avlade 1843 sin grundexamen vid University of Tennessee. Han studerade därefter juridik och inledde 1848 sin karriär som advokat i Maury County. Han var ledamot av delstatens senat 1855-1858 och valdes 1859 till talman i delstatens representanthus. Han var elektor för John Cabell Breckinridge i presidentvalet i USA 1860. Whitthorne tjänstgjorde som generaladjutant för Tennessee i Amerikas konfedererade staters armé under amerikanska inbördeskriget 1861-1865.
USA:s kongress bestämde sig 1870 att ge Whitthorne alla hans medborgerliga rättigheter tillbaka. Han kandiderade omedelbart till USA:s representanthus. Han var ledamot av representanthuset 1871-1883 och 1887-1891.
Senator Howell Edmunds Jackson avgick 1886 och guvernör William B. Bate utnämnde Whitthorne till senaten. Följande år bytte Whitthorne kammare till representanthuset och efterträddes som senator av Bate.
Whitthornes grav finns på Rose Hill Cemetery i Columbia, Tennessee.